# Carex louisianica
Carex louisianica är en halvgräsart som beskrevs av Liberty Hyde Bailey. Carex louisianica ingår i släktet starrar, och familjen halvgräs. Inga underarter finns listade i Catalogue of Life.